# Anenská Ves

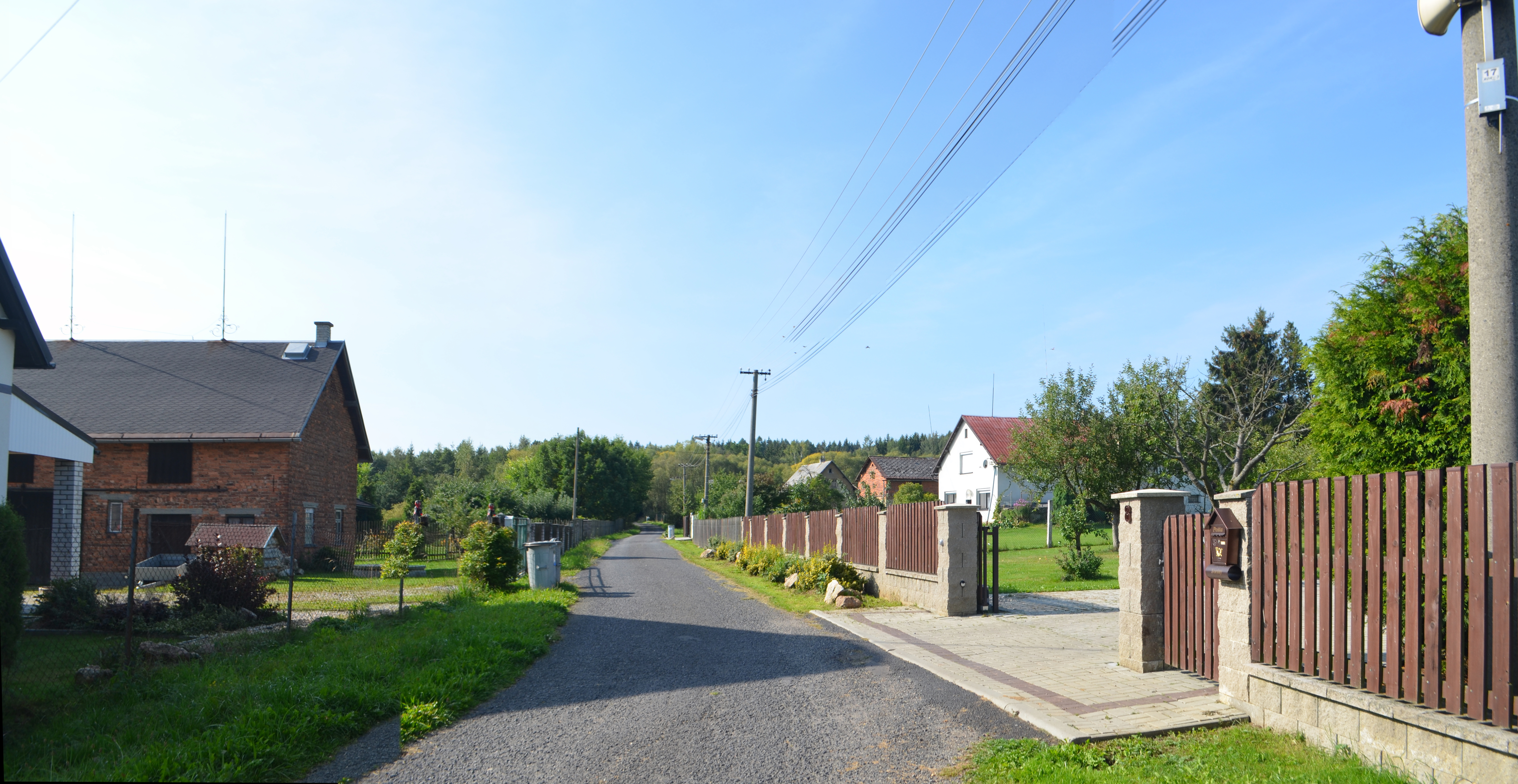
Dorfstraße

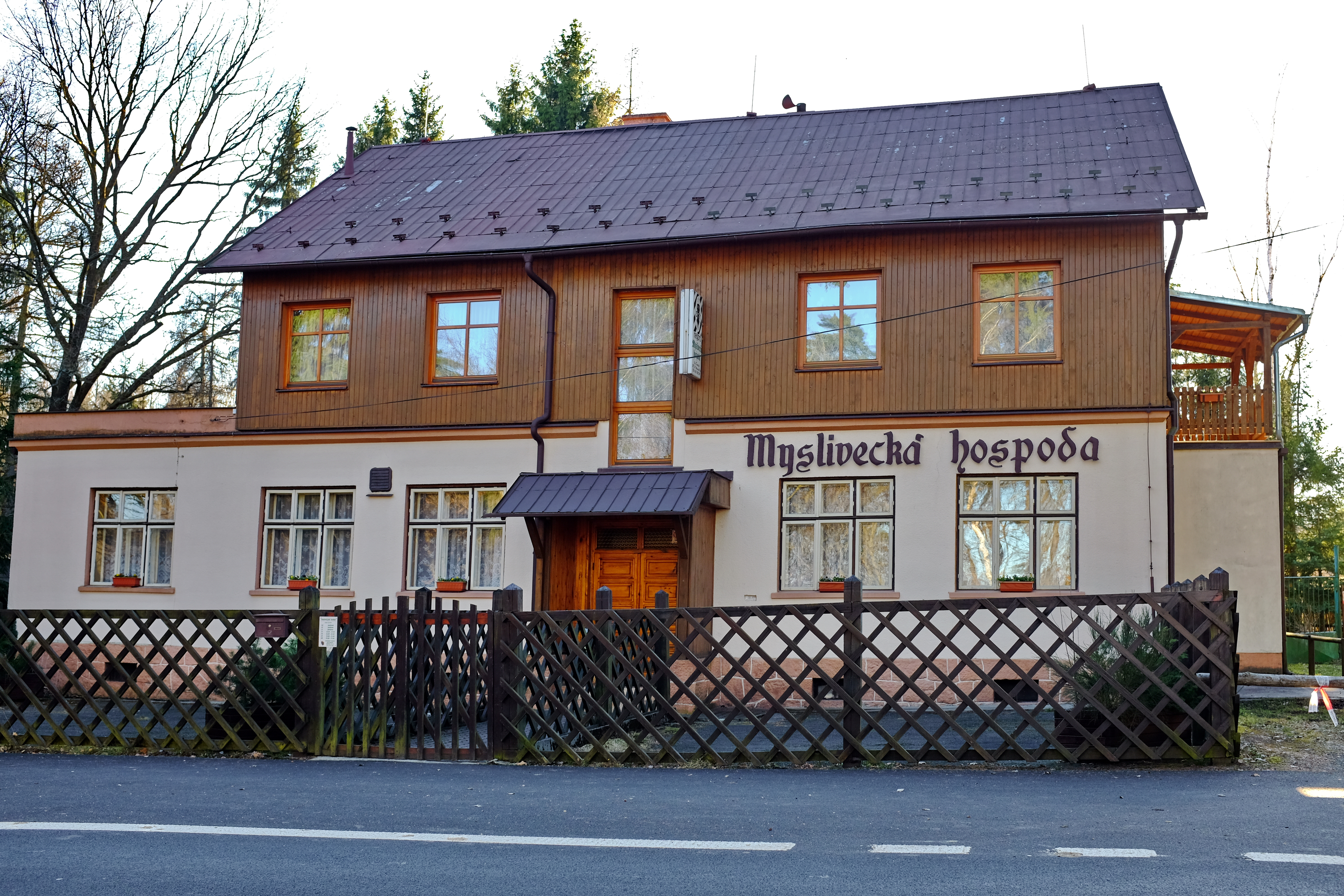
Gasthaus "Myslivecká hospoda"

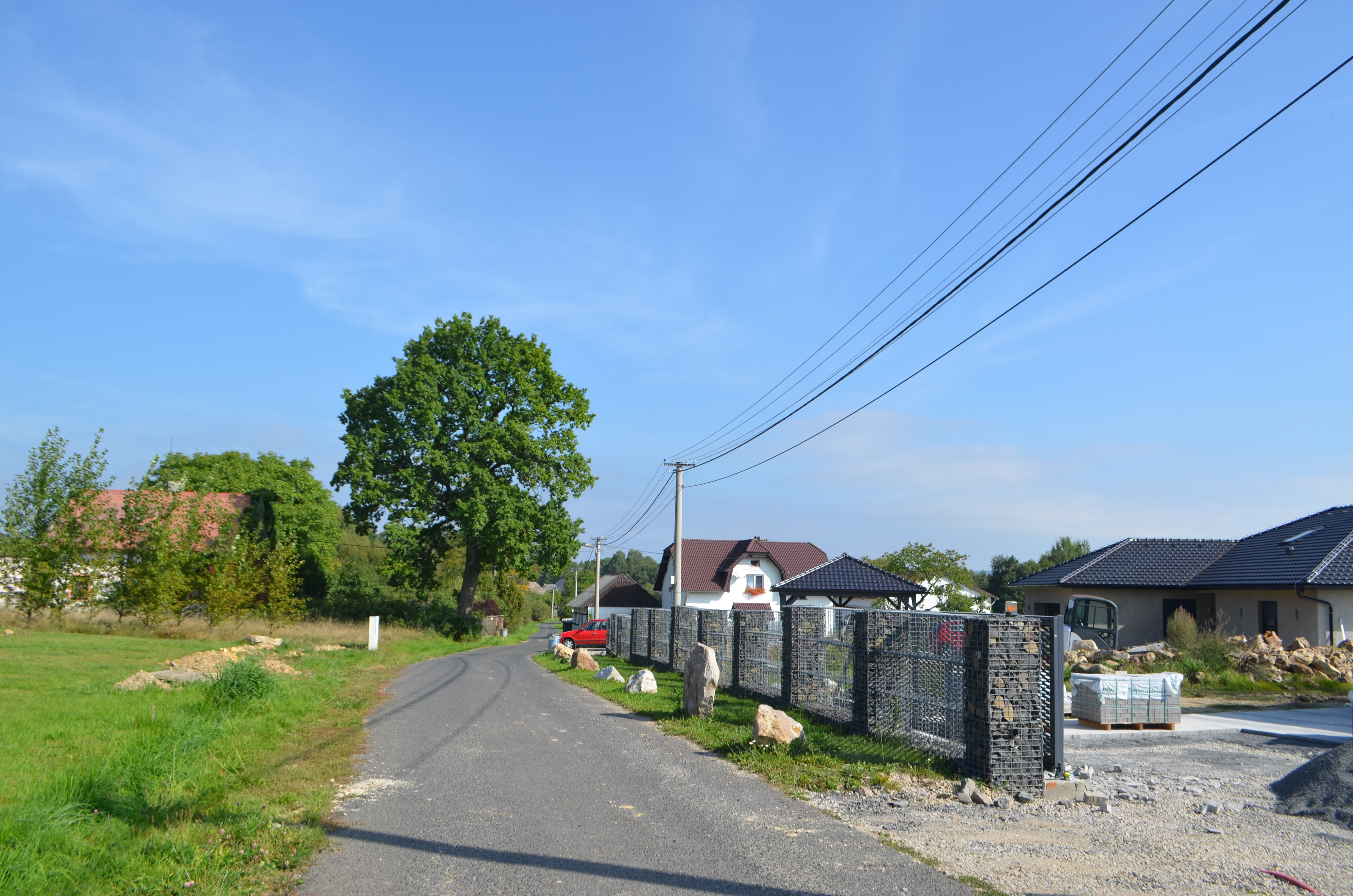
Teil des Dorfes

Anenská Ves (deutsch Annadorf) ist ein Ortsteil der Gemeinde Krajková in Tschechien. Er liegt sieben Kilometer nordwestlich von Sokolov und gehört zum Okres Sokolov.

## Geographie
Das Straßendorf Anenská Ves befindet sich am Bach Radvanovský potok (Zeidlbach) in der Krajkovská pahorkatina. Westlich erhebt sich der K Rozhledně (623 m. n.m.), im Nordwesten der Na Rovině (621 m. n.m.).
Nachbarorte sind Dolina im Norden, Hřebeny und Josefov im Nordosten, Radvanov im Osten, Kluč im Südosten, Habartov und Úžlabí im Süden, Hrádek und Markvarec im Südwesten, Květná im Westen sowie Krajková im Nordwesten. 

## Geschichte
Das Dorf wurde im Jahre 1780 durch die Besitzerin der Herrschaft Hartenberg, Maria Anna von Auersperg, geborene von Bredau, gegründet und ihr zu Ehren mit Annadorf benannt. Im Jahre 1813 vererbte sie die Herrschaft ihrem Enkel Joseph Joachim von Auersperg. Bei Annadorf befanden sich zwei Teiche; der Obere Dammteich wurde im ersten Drittel des 19. Jahrhunderts in Wiesenland umgewandelt; der Untere Dammteich diente weiterhin der herrschaftlichen Karpfenzucht.
Im Jahre 1845 bestand das im Elbogener Kreis gelegene Dominikaldorf Annadorf aus 21 Häusern mit 141 deutschsprachigen Einwohnern. Westlich lag eine einschichtige Wasenmeisterei. Pfarrort war Gossengrün. Bis zur Mitte des 19. Jahrhunderts blieb Annadorf der Herrschaft Hartenberg untertänig.
Nach der Aufhebung der Patrimonialherrschaften bildete Annadorf ab 1850 einen Ortsteil der Stadtgemeinde Gossengrün im Gerichtsbezirk Falkenau. Ab 1868 gehörte das Dorf zum Bezirk Falkenau. Im Jahre 1869 bestand Annadorf aus 21 Häusern und hatte 117 Einwohner. In den 1870er Jahren wurde Annadorf zum Ortsteil der Gemeinde Pürgles. Im Jahre 1900 hatte das Dorf 95 Einwohner, 1910 waren es 113. Nach dem Ersten Weltkrieg zerfiel der Vielvölkerstaat Österreich-Ungarn, das Dorf wurde 1918 Teil der neu gebildeten Tschechoslowakischen Republik. Beim Zensus von 1921 lebten in den 19 Häusern von Annadorf 102 Deutsche. 1923 wurde Anenská Ves als tschechischer Ortsname eingeführt. 1930 lebten in den 20 Häusern von Annadorf 86 Menschen. Nach dem Münchner Abkommen wurde Annadorf 1938 dem Deutschen Reich zugeschlagen und gehörte bis 1945 zum Landkreis Falkenau an der Eger. Nach der Aussiedlung der deutschen Bewohner nach Ende des Zweiten Weltkrieges wurde das Dorf mit Tschechen wiederbesiedelt. Im Jahre 1950 lebten in den 24 Häusern von Anenská Ves 105 Personen. Die Eingemeindung nach Krajková erfolgte 1953. Beim Zensus von 2001 bestand Anenská Ves aus 10 Wohnhäusern und hatte 29 Einwohner.

## Ortsgliederung
Der Ortsteil Anenská Ves gehört zum Katastralbezirk Hrádek u Krajkové.